# Gueltas
Gueltas är en kommun i departementet Morbihan i regionen Bretagne i nordvästra Frankrike. Kommunen ligger i kantonen Pontivy som tillhör arrondissementet Pontivy. År 2022 hade Gueltas 532 invånare.

## Befolkningsutveckling
Antalet invånare i kommunen Gueltas
| Referens: INSEE |